# Спасоевич, Душан
Душан Спасоевич (серб. Душан Спасојевић / Dušan Spasojević; 10 июля 1968 — 27 марта 2003) — сербский криминальный авторитет, глава Земунской преступной группировки.

## Биография

### Подразделение по специальным операциям
Спасоевич был хорошо знаком с личным составом Подразделения по специальным операциям Югославии и проходил в нём службу, имея звание полковника. С 9 по 17 ноября 2001 года произошёл бунт югославского спецназа, одним из участников которого был Душан Спасоевич. Спасоевич, как и зачинщики бунта, были возмущены стремлением югославских властей выдать МТБЮ солдат, участвовавших в Югославских войнах (среди солдат были и члены Земунского клана). Согласно свидетельствам Зорана Вукоевича, Спасоевич оказывал сильное влияние на журналистов, освещавших события бунта.

### Земунский клан
В юности Спасоевич был членом банды «Пеца», которая была разгромлена полицией в 1992 году. После её краха он основал Земунскую преступную группировку (Земунский клан сербской мафии) и с 2000 по 2003 годы был его фактическим лидером. В Земунском клане у Спасоевича были несколько лиц, пользовавшихся его личным расположением: одним из таких был Сретко Калинич, причастный к убийству более чем 20 человек. В качестве поощрения за выполненные им распоряжения его подручные получали материальные подарки в виде квартир в Белграде. По показаниям бизнесмена Любиши Бухи, Душан «Шиптарь» Спасоевич, Милорад «Легия» Улемек и Слободан Пажич были причастны к более чем 30 убийствам, в том числе к похищению Мирослава Мишковича и ещё нескольких человек. Среди преступлений, совершение которых инкриминируется Спасоевичу, являются следующие:
- Ратомир «Фишкал» Живкович, кум бизнесмена Любиши Бухи, обвинил Душана Спасоевича и Милорада Улемека в убийстве своих сыновей Драгана и Зорана, которые якобы торговали наркотиками. Оба были расстреляны из автомобиля «Чероки» неизвестным, который, по заключению судмедэкспертов, был профессиональным военным-левшой и стрелял из пистолета-пулемёта производства «Heckler & Koch»[10].
- На черногорского криминального авторитета Веселина Божовича в августе 2002 года совершили покушение бандиты Раковацкой преступной группировки: неизвестные за рулём BMW обнаружили колонну из трёх машин, среди которых был чёрный джип Божовича, и обстреляли машину из автомата Калашникова. В результате перестрелки пострадали двое случайных прохожих, а также жена и ребёнок Божовича; сам водитель был ранен в плечо и лёгкое. Однако если жена, ребёнок и двое гражданских выжили, то госпитализированный Божович позже скончался после введения смертельной инъекции в больнице[8]. В 2004 году один из бандитов Земунской преступной группировки заявил, что к смерти был причастен Душан Спасоевич, который потребовал от одного из врачей-реаниматологов (по некоторым данным, от Златибора Лончара, будущего министра здравоохранения Сербии) умертвить Божовича, что тот и сделал. Однако полиция, основываясь только на показаниях мафиози, никому конкретно обвинения не смогла предъявить[8].

### Убийство Джинджича и гибель Спасоевича
Сербская прокуратура называет Душана Спасоевича одним из соучастников убийства Зорана Джинджича: собственно исполнителем был командир Подразделения по специальным операциям Звездан Йованович. Спасоевич, по показаниям участника покушения Милоша Симовича, следил за охраной Джинджича; в день покушения, 12 марта 2003 года, он находился в одном из автомобилей в засаде и следил за передвижениями Джинджича.
Спасоевич был объявлен в розыск полицией Сербии. 27 марта 2003 года он и Миле Лукович были окружены в доме в пригороде Белграда, во время проведения полицейской операции «Сабля». Спецназ пошёл на штурм, и Лукович и Спасоевич открыли огонь. В результате перестрелки Спасоевич и Лукович были убиты снайперами.
Расследование преступлений, связанных с деятельностью Спасоевича, продолжилось и после его смерти. В 2006 году были опубликованы сведения, что Спасоевич сообщал главе Сербской радикальной партии Воиславу Шешелю об убийствах высокопоставленных лиц в Сербии. 9 февраля 2012 года был арестован деятель Земунской преступной группировки Лука Бойович, которому неожиданно предъявили обвинения в убийстве Спасоевича.